# Dr. Slump
Dr. Slump (яп. Dr. スランプ докута: сурампу, «Доктор Сламп») — комедийная манга Акиры Ториямы, выпускавшаяся в еженедельном сёнэн-журнале Shonen Jump с 1980 по 1984 год и изданная компанией Shueisha в 18 томах. По мотивам манги на студии Toei Animation был снят аниме-сериал из 243 серий, транслировавшийся по Fuji TV с 1981 по 1986 год. Также было написано несколько романов, разработано множество видеоигр и снято несколько полнометражных анимационных фильмов. Манга дала старт карьере Ториямы. Она получила премию издательства Shogakukan в 1982 году и в Японии разошлась суммарным тиражом более 35 млн. копий.

## Сюжет
Действие Dr. Slump происходит в деревне Пингвин Мура, где люди живут бок о бок с человекоподобными зверями. В начале манги изобретатель Сэмбэй Норимаки собирает лучшую, как он надеется, девочку-робота и называет её Аралэ Норимаки. Однако у неё появляются недостатки, например, ей нужны очки, она также крайне наивна, из-за чего попадает в неприятные ситуации, например, приводит домой огромного медведя в качестве домашнего животного. К тому же она обладает сверхчеловеческой силой и скоростью. Большая часть манги посвящена её приключениям среди людей, её непониманию человеческой природы и романтическим неудачам. В середине манги появляется Доктор Маширито, который позже враждует с Сэмбеем.

## Компьютерные игры
Серия из трех игр от компании Animest Dr. Slump - Arale-chan (яп. Dr.スランプ アラレちゃん Докута: Срампу Арарэ-тян), включающая Hoyoyo Bomber (яп. ホヨヨボンバー Хоёё бомба:), Gatchan! Kazi Kazi (яп. 巻 ガッちゃん! ガジガジ) и Ncha! Bycha (яп. んちゃ! バイちゃ Нтя! Байтя!), вышла в 1982 году. В 1983 году была выпущена игра для игровой приставки Arcadia 2001; в 1984 году — Dr. Slump Bubble Blitz (яп. Dr.スランプ バブル大作戦 Докута: Сурампу Бабуру дайсакусэн) для NEC PC-6001 от компании Enix; в 1999 году — игра для PlayStation от Bandai; в 2008 году — игра Dr. Slump: Arale-Chan (яп. Dr.スランプ アラレちゃん) для Nintendo DS.
Аралэ Норимаки появляется в игре 1989 года Famicom Jump: Hero Retsuden для платформы Famicom, а также вместе Масирито является игровым персонажем в Jump Super Stars, Jump Ultimate Stars и J-Stars Victory VS. Аралэ также присутствует в некоторых играх по Dragon Ball, включая Dragon Ball 3: Goku Den и Dragon Ball Z: Sparking! Meteor.